# Carlos Azpiroz Costa
Carlos Alfonso Azpiroz Costa, O.P., J.C.D. (Buenos Aires, Argentina, 30 de outubro de 1956), é um frade dominicano e arcebispo argentino.

## Primeiros anos e formação
Oitavo filho de uma família de catorze crianças, filhos de Nélida Victoria Costa Colombo, falecida em 1976, dona de casa, e de Francisco Azpiroz Gil, falecido em 1988, engenheiro agrícola. Os dois avós paternos de Carlos eram de Navarra, enquanto os avós maternos eram argentinos de origem italiana. O irmão mais novo de Carlos, Fernando, é membro da Companhia de Jesus.
Carlos estudou no Colégio Champagnat de Buenos Aires (1963-1974). Aos 18 anos, entrou na Faculdade de Direito da Pontifícia Universidade Católica da Argentina (UCA); ao mesmo tempo, trabalhou junto com seu pai nos negócios da família. No período de 1978-1979, ele foi eleito presidente do centro estudantil da faculdade de direito na UCA. Em 1978, conheceu dois professores na universidade que eram membros da Ordem dos Pregadores, descobrindo a sua vocação. Entrou no noviciado dominicano da Província Argentina de Santo Agostinho em 1 de março de 1980 e fez sua primeira profissão em fevereiro do no ano seguinte. Após formar-se em direito, começou seus estudos no Centro de Estudos Institucionais do Convento de Santo Domingo, em Buenos Aires, onde fez sua profissão solene em 10 de março de 1984.
Durante seus anos de formação, foi professor de Catecismo no Colégio Nuestra Señora del Rosario del Milagro (Floresta), professor de Teologia nas Faculdades de Economia e Direito (UCA) e professor de Filosofia Social na Faculdade de Filosofia da Universidad del Norte Santo Tomás de Aquino (UNSTA) em Buenos Aires. Pastoralmente, trabalhou no Movimento das Jornadas de Vida Cristã (Arquidiocese de Buenos Aires) e em diversas atividades missionárias em Valcheta, El Alto, Maipú e especialmente no departamento de Lavalle.

## Sacerdócio
O cardeal Eduardo Francisco Pironio o ordenou diácono em 8 de agosto de 1986 e sacerdote em 14 de agosto de 1987, no Convento de Santo Domingo, em Buenos Aires. Nesse ano foi eleito Secretário Provincial, dando continuidade ao seu trabalho acadêmico e pastoral.
Em setembro de 1989 foi enviado a Roma para continuar seus estudos, obtendo a Licenciatura (1991) e o Doutorado em Direito Canônico (1992) no Angelicum. Ao retornar à Argentina foi prior do Convento de São Martinho de Porres (Mar del Plata), noviciado da Província Argentina (1992-1995). Durante esses anos desenvolveu sua atividade docente na Universidade FASTA (Fraternidade dos Grupos de Santo Tomás de Aquino) e no CEDIER (Centro de Estudos e Reflexão) da Diocese de Mar del Plata. Foi responsável pela pastoral universitária e colaborou com os Conselhos de Religiosos e Religiosas da diocese de Mar del Plata. De Mar del Plata, continuou seu trabalho acadêmico em Buenos Aires como professor de Direito da Vida Consagrada na Faculdade de Direito Canônico da UCA e professor de Direito Canônico no Centro de Estudos da Província Argentina de San Agustín. Junto à comunidade conventual, também prestou assistência pastoral às capelas dos bairros de Las Margaritas, Estación Camet, La Florida e 2 de Abril.
No capítulo Provincial de 1995 foi eleito Secretario Provincial e mais tarde Prior do Convento de São Domingos em Buenos Aires, continuando seu ensino, pastoral juvenil e trabalho missionário em Corrientes. Foi membro – entre 1993 e 1997 – da Equipe de Reflexão Teológica da Conferência Argentina de Religiosos, posteriormente CONFAR (Religiosos e Religiosas).
Em julho de 1997, o Mestre-geral, Fr. Timothy Radcliffe, nomeou-o Procurador Geral da Ordem na Cúria Geral em Roma (Convento de Santa Sabina no Aventino). Foi professor de Direito da Vida Consagrada na Faculdade de Direito Canônico do Angelicum (Pontifícia Universidade São Tomás de Aquino). Entre 1997 e 2000 foi Reitor da Basílica de Santa Sabina. No Capítulo Geral da Ordem, realizado em Providence, Rhode Island, foi eleito Mestre-geral da Ordem em 14 de julho de 2001.
Foi membro da Comissão Executiva da União dos Superiores Gerais (USG) (2003-2006) e Presidente da Comissão Jurídica da USG (2004-2010). Em 2004, recebeu o título de Doutor Honoris Causa em Direito pela Barry University (Miami, Flórida). Foi eleito em duas Assembleias da USG como membro da XI Assembleia Geral Ordinária do Sínodo dos Bispos em 2005 e da XII Assembleia Geral Ordinária do Sínodo dos Bispos em 2008. Concluiu seu mandato como Mestre-geral no Capítulo Geral eletivo realizado em Roma em setembro de 2010.
Ao retornar à Argentina foi subprior do Convento do Santo Rosário (Santo Domingo) na cidade de Tucumán (2011); prior do Convento de Santa Catarina de Sena (Santo Domingo) na cidade de Córdoba (2011-2014) e prior do Convento de São Martinho de Porres em Mar del Plata (2014-2015); Conselheiro Provincial e Vigário do Prior Provincial (2011-2015). Continuou desenvolvendo seu trabalho de ensino e como pregador de retiros para padres de diversas dioceses da Argentina e de mosteiros contemplativos e religiosos.

## Episcopado
Em 3 de novembro de 2015, o Papa Francisco nomeou Azpiroz como Arcebispo coadjutor da Arquidiocese de Bahía Blanca. Ele foi ordenado no dia 22 de dezembro seguinte por Guillermo José Garlatti, Arcebispo de Bahía Blanca; os principais co-consagradores foram Armando José María Rossi, OP, bispo de Concepción, e Luis Teodorico Stöckler, bispo emérito de Quilmes. A cerimônia ocorreu no ginásio do colégio Dom Bosco (Moreno e Güemes), na ocasião do 800º aniversário da Ordem dos Pregadores.

Ele assumiu a Arquidiocese de Bahía Blanca em 12 de julho de 2017, dia em que o Papa Francisco aceitou a renúncia de Garlatti.